# Giulio Blum
Giulio Blum (Vienna, 20 dicembre 1855 – Monte Ermada, 23 agosto 1917) è stato un militare italiano, insignito della Medaglia d'Oro al Valor Militare.

## Biografia
Nato a Vienna da famiglia ebrea, prestò servizio di leva nel Regio Esercito a Reggio nell'Emilia. Ivi sposò nel 1884 la nobildonna Enrichetta Levi. All'età di 62 anni si arruolò volontario, per combattere nella Prima Guerra Mondiale, servendo nel 13° e poi nel 37º Reggimento di Artiglieria da Campagna, prima come Caporale e poi come Sergente, per merito di guerra (23 settembre 1915): per il valore dimostrato, il 27 luglio 1916 fu nominato Sottotenente e poi, il 22 febbraio 1917, Tenente (con anzianità al 30 novembre 1916) e fu trasferito al 32º Reggimento di Artiglieria da Campagna (il dato è però incerto). Si distinse nell'Undicesima Battaglia dell'Isonzo: si offrì di mettersi alla guida di un gruppo di soldati dell'89º Reggimento di Fanteria della Brigata Salerno negli scontri sul Monte Ermada, reggendo la bandiera italiana e restando ferito mortalmente a Q. 145 Sud.
Il 22 novembre 1917 gli fu conferita la Medaglia d'Oro al Valor Militare 'alla memoria', risultando il più anziano tra i combattenti insigniti dell'onorificenza.